# Budapeszteńska Inicjatywa Otwartego Dostępu

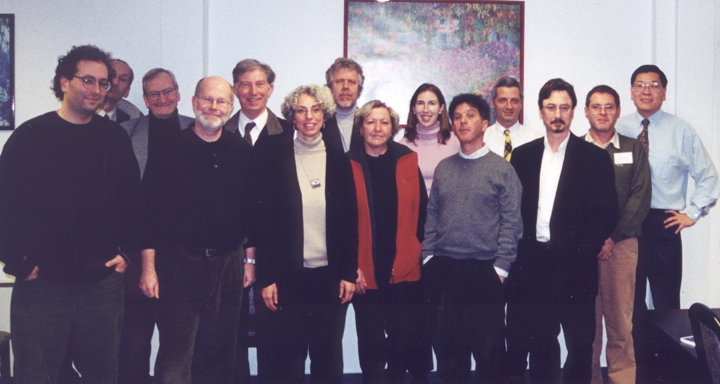
Uczestnicy spotkania OSF w Budapeszcie, grudzień 2001

logotyp open access

Budapeszteńska Inicjatywa Otwartego Dostępu (ang. Budapest Open Access Initiative, BOAI) – jedna z deklaracji formułujących podstawowe założenia ruchu wolnego dostępu do materiałów naukowych.
Podpisana została w grudniu 2001 przy okazji spotkania zorganizowanego przez Open Society Foundation w Budapeszcie; opublikowano ją 14 lutego 2002.  
W ramach Inicjatywy zaproponowana została formuła otwartego (wolnego) dostępu (ang. open access) na określenie zasadniczego konceptu dostępu do materiałów naukowych bez barier cenowych i licencyjnych. Wówczas termin otwarty dostęp został też po raz pierwszy zdefiniowany. BOAI jest jedną z trzech głównych deklaracji podsumowujących założenia ruchu wolnego dostępu; wraz z Deklaracją z Bethesdy i Deklaracją Berlińską stanowi całość określaną niekiedy jako założenia Budapeszt-Bethesda-Berlin (BBB). Zanim deklaracja BOAI została ogłoszona, wydano kilka oddolnych dokumentów w sposób zbliżony zarysowujących stosunek wobec otwartości nauki; jednym z nich była tzw. Deklaracja z Santo Domingo.

## Treść
Treść inicjatywy rozpoczyna się od zauważenia doniosłości przemian technologicznych, które pierwszy raz w historii umożliwiają masowe rozprzestrzenianie się wiedzy za darmo. Następnie zwrócono uwagę na pozytywne aspekty wolnego dostępu: łatwiejszy rozwój wiedzy, edukację, eliminację nierówności, transparentność. Wolność dostępu do treści naukowych zdefiniowano jako możliwość m.in. czytania, ściągnięcia, skopiowania, udostępnienia, wydrukowania i linkowania do nich przy użyciu Internetu.
Jako metody wcielenia idei wolnego dostępu w nauce zaproponowano dwie komplementarne strategie: samoarchiwizację (deponowanie materiałów naukowych w ogólnodostępnych repozytoriach) oraz wydawanie czasopism w wolnym dostępie. Tę pierwszą scharakteryzowano później jako tzw. "zieloną ścieżkę" open access, drugą zaś jako "złotą ścieżkę". Bariery blokujące wolny dostęp do materiałów naukowych skategoryzowano na techniczne, finansowe i prawne. Z uwagi na dynamiczny rozwój technologiczny założono przypuszczalne zmiany strategii i wprowadzanie nowych rozwiązań open access w przyszłości.  
Pierwszymi sygnatariuszami Inicjatywy było 16 działaczy uczestniczących w budapesztańskim spotkaniu, m.in. Peter Suber, Jean-Claude Guédon i Michael Eisen. Do 2022 deklarację podpisało ok. 7000 osób i 1500 instytucji.

## Wpływ
W ramach wsparcia dla realizacji założeń inicjatywy projekt Open Society Foundation's Information Program przewidywał długoletnie wsparcie dla przedsięwzięć w obszarze nauki spełniających założenia dążące do wolnego dostępu. Należały do nich między innymi wsparte przez OSF Directory of Open Access Journals (DOAJ) czy Directory of Open Access Repositories, katalogi ułatwiające nawigację po projektach open access. W ramach DOAJ pięć lat po uchwaleniu BOAI, w 2007, indeksowano około 2,5 tysiąca otwartych czasopism naukowych. W następnych latach ich liczba wzrosła wielokrotnie. Działacze skupieni wokół inicjatywy open access szczególny nacisk kładli na udostępnianie wyników badań finansowanych publicznie, zwracając uwagę na niesprawiedliwość wynikającą z braku dostępu do treści finansowanych przez podatników.

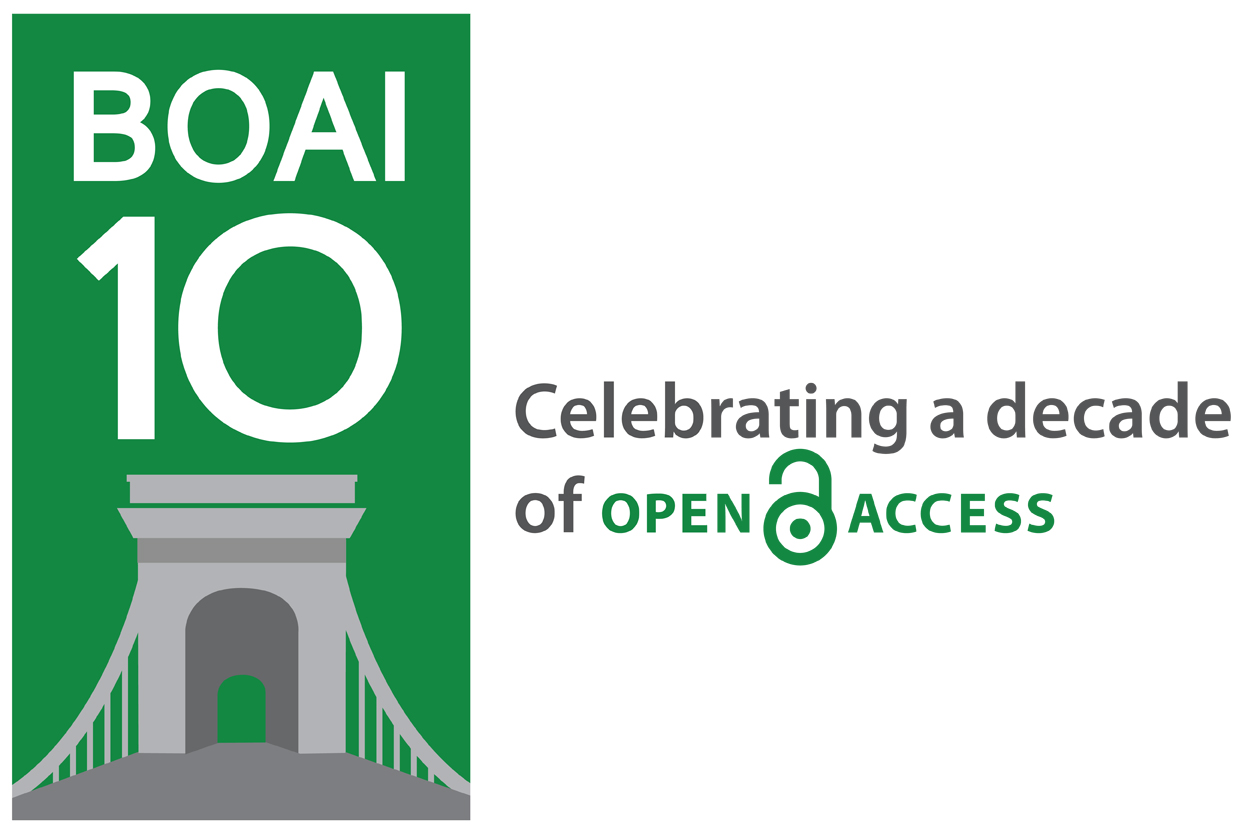
logo promujące 10. rocznicę publikacji BOAI

Do pierwszych czasopism naukowych, które pod wpływem założeń BOAI zmieniły swój model publikacji na otwarty, należał  "Journal of Nucleic Acids" wydawany przez Oxford University Press. Pierwszą organizacją uzależniającą fundowanie przez siebie badań od publikacji ich wyników w open access było Wellcome Trust. Inicjatywa Budapeszteńska napotkała silną opozycję części rynku wydawniczego, między innymi Stowarzyszenia Wydawców Amerykańskich.
Działacze na rzecz Inicjatywy Budapeszteńskiej wydawali w okrągłe rocznice jej publikacji dokumenty podsumowujące dotychczasowy postęp na rzecz idei otwartego dostępu oraz wyznaczające cele na następne lata. Miało to miejsce w 10., 15. i 20. rocznicę BOAI. M. Sarmento określił BOAI jako "najważniejszy dokument ruchu wolnego dostępu".